# جون فوينتيس
جون فوينتيس (بالإسبانية: Johan Fuentes)‏ (2 فبراير 1984 بسانتياغو في تشيلي - ) هو لاعب كرة قدم تشيلي في مركز الوسط. لعب مع يونيون إسبانيولا وكوريكو يونيدو وديبورتيس ميليبيلا ونادي كوبريسال وديبورتيس إيكيكي ونادي كوبريلوا ويونيون لا كاليرا.

## وصلات خارجية
- جون فوينتيس على موقع قاعدة بيانات كرة القدم.إي يو (الإنجليزية)
- جون فوينتيس على موقع Soccerway.com (الإنجليزية)
- جون فوينتيس على موقع AS.com (الإسبانية)